# Josep Pereña i Moros
Josep Pereña i Moros   (Lleida, 19 de març de 1917 - Barcelona, 17 d'octubre de 1990) fou un escriptor i pedagog català. Mestre, llicenciat en filosofia i lletres, va ser director i un dels fundadors de les Escoles Laietània.

## Biografia
Josep Pereña era fill de Robert Pereña, oculista lleidatà, i Consol Moros, nascuda a Borriana (Castelló). Va néixer en el si d'una família d'arrelades conviccions republicanes; el seu avi Manuel Pereña i Puente havia estat el primer diputat republicà de Lleida, i era amic de Nicolás Salmerón Alonso i de Francesc Pi i Margall. Va anar a escola al Liceu escolar, centre laic fundat pel pedagog Frederic Godàs i posteriorment va cursar el batxillerat a l'Institut de Lleida.
Als 17 anys va iniciar estudis de medicina i va fer dos cursos. La guerra civil va interrompre els seus estudis. Durant aquells anys va treballar a l'hospital de sang de Lleida, on arribaven molts dels ferits del front d'Aragó, i més endavant, com a tinent de sanitat, també va ser a diversos fronts. Acabada la guerra fou empresonat i va passar per diversos camps de concentració. En sortir-ne al cap de dos anys, va estudiar per mestre i més endavant va anar a la universitat, on es va llicenciar en lletres romàniques.
Durant uns anys va exercir el magisteri a diverses escoles i, posteriorment, va treballar en el món editorial, primer amb Miquel Arimany, i també a Gustau Gili i a altres editorials, alhora que desenvolupava el seu talent literari. L'any 1953 va fundar les Escoles Laietània, juntament amb la seva esposa Serafina Blasi i Pujol, i el matrimoni format per Manel Niubó i Henriette Massé. Dirigí l'escola fins a la seva jubilació l'any 1987.
Als anys 60, juntament amb altres persones, van crear l'Associació d'Amics de la UNICEF i, posteriorment, el Club d'Amics de la UNESCO i els Amics de les Nacions Unides. També va participar activament en el moviment focolarí. Des de l'any 1978 fins poc abans de morir, va presidir el Centre Català de Prospectiva. Col·laborà a les revistes Serra d'Or i Criterion.

## Obra
- “Els darrers dies de la vida de Jacint Verdaguer”, Editorial Barcino, Barcelona, 1955.
- «Els anys s'escolen...». A: Miscel·lània. Homenatge a J. Vallverdú. Lleida: IEI, 1987.